# خانه الله اسدروز
خانه الله اسدروز مربوط به سده‌های متاخر دوران‌های تاریخی پس از اسلام است و در شهرستان کهگیلویه، بخش چرام، دهستان چرام، روستای فشیان واقع شده و این اثر در تاریخ ۱۶ دی ۱۳۸۷ با شمارهٔ ثبت ۲۴۴۷۹ به‌عنوان یکی از آثار ملی ایران به ثبت رسیده است.